# Gemeinde Han i Elezit
Die Gemeinde Han i Elezit (albanisch Komuna e Hanit të Elezit, serbisch Општина Елез Хан Opština Elez Han) ist eine Gemeinde im Kosovo. Sie liegt im Bezirk Ferizaj. Verwaltungssitz ist die Stadt Han i Elezit.

## Geografie
Die Gemeinde Han i Elezit befindet sich im Südosten Kosovos. Im Norden grenzt sie an die Gemeinde Kaçanik und im Süden an das Nachbarland Nordmazedonien (Gemeinden Jegunovce, Saraj, Gjorče Petrov und Čučer-Sandevo). Insgesamt befinden sich 10 Dörfer in der Gemeinde, ihre Fläche beträgt 82,9 km². Zusammen mit den Gemeinden Ferizaj, Kaçanik, Shtime und Štrpce bildet die Gemeinde den Bezirk Ferizaj.

## Bevölkerung
Die aktuellste amtliche Schätzung von 2021 beziffert die Einwohnerzahl der Gemeinde auf 10.090.
Die Volkszählung aus dem Jahr 2011 ergab für die Gemeinde Han i Elezit eine Einwohnerzahl von 9403, davon waren 9357 (99,51 %) Albaner und 42 Bosniaken. 9398 deklarierten sich als Muslime.
| Zensus    | 1948  | 1953  | 1961  | 1971  | 1981  | 1991  | 2011  | 2021   |
| --------- | ----- | ----- | ----- | ----- | ----- | ----- | ----- | ------ |
| Einwohner | 3.321 | 3.722 | 4.001 | 4.693 | 6.044 | 7.029 | 9.403 | 10.090 |

| Ethnie    | Albaner | Serben | Türken | Bosniaken | Roma | Aschkali | Goranen | Andere | Unbekannt |
| --------- | ------- | ------ | ------ | --------- | ---- | -------- | ------- | ------ | --------- |
| Einwohner | 9.357   | -      | -      | 42        | -    | -        | -       | -      | -         |

| Religion  | Muslime | Orthodoxe | Katholiken | Atheisten | Andere | Unbekannt |
| --------- | ------- | --------- | ---------- | --------- | ------ | --------- |
| Einwohner | 9.398   | -         | -          | -         | -      | 5         |

## Orte
Die Liste der Orte in der Gemeinde Han i Elezit gibt einen Überblick über die 11 Ortschaften, welche zur Gemeinde gehören.
| Albanisch    | Serbisch     | Einwohnerzahl (Volkszählung 2011) |
| ------------ | ------------ | --------------------------------- |
| Dimca        | Dimce        | 249                               |
| Dromjak      | Drobnjak     | 121                               |
| Goranca      | Gorance      | 1028                              |
| Han i Elezit | Elez Han     | 2533                              |
| Krivenik     | Krivenik     | 283                               |
| Neçavca      | Nećavce      | 110                               |
| Paldenica    | Palivodenica | 1723                              |
| Pustenik     | Pustenik     | 629                               |
| Rezhanca     | Režance      | 475                               |
| Seçishta     | Sečište      | 2252                              |
| Vërtomica    | Vrtolnica    | 0                                 |